# Joan Rosàs Salas
Joan Rosàs Salas   (Badalona, 7 de febrer de 1923 - Barcelona, 29 de gener de 2013) va ser un empresari català, president del Club Joventut de Badalona entre els anys 1978 i 1980.
Nascut fora de Badalona i resident a la ciutat, va ser executiu d'una empresa barcelonina. Soci del Club Joventut Badalona des de la seva arribada a la ciutat, l'any 1978, el president sortint del Joventut, Antoni Mas Vilalta, va proposar a Josep Lleal per al càrrec. Aquest va fer tàndem al capdavant del club amb Rosàs, envoltant-se de gent de confiança com Josep Maria Puente o Santiago March, ex-alcalde de badalona, que seria la persona que els acabaria substituint en el càrrec dos anys més tard. Tots dos van dimitir al finalitzar la temporada 1979-80 degut a mala situació econòmica.